# Provincia de Santander (Nueva Granada)
La provincia de Santander fue una división administrativa y territorial de la República de la Nueva Granada, creada por medio de la ley del 17 de abril de 1850 con la unión de los cantones de San José de Cúcuta, Villa del Rosario y Salazar, pertenecientes a la provincia de Pamplona. La provincia existió hasta el 18 de abril de 1855, cuando fue suprimida y su territorio reintegrado a la provincia de Pamplona.  Su nombre fue dado en honor al ilustre granadino Francisco de Paula Santander.

## Geografía

### Límites

Provincias de los Santanderes en 1855.

Al momento de su erección, Santander confinaba con las siguientes provincias (en el sentido de las agujas del reloj): Ocaña, Pamplona, Soto y la Provincia de Maracaibo en Venezuela. Los límites entre provincias no estaban del todo claros pero Agustín Codazzi durante las expediciones que se llevaron a cabo durante la Comisión Corográfica (1850-1859) realizó una minuciosa descripción de los linderos, así como de la geografía, de la mayoría de las provincias que conformaban la República de la Nueva Granada.
A grandes rasgos, los límites que correspondían a la Provincia de Santander en 1850 empezaban en el páramo de Guerrero, luego por las cumbras de la cordillera hasta encontrar los páramos Bagueche y Cachirí hasta el Alto del Viejo, en el páramo Sumalina. De aquí el límite se seguía hacia el oriente hasta encontrar las cumbres de los cerros del Picacho que separan las aguas de los ríos Arboleda y Cucutilla, hasta el cerro que da origen a la quebrada Román. De allí continuaba el curso de este río hasta su desembocadura en el Cucutilla, luego en línea recta hasta encontrar la quebrada de los Apartaderos, hasta su origen en el alto del Fiscal, y luego seguía por las cumbres que separan las aguas vertientes al río Pamplonita y a la quebrada Iscalá para llegar a los páramos Picacho, Mefuí y Tamá. 
A partir de aquí la línea continuaba recta en dirección norte formando la frontera con la República de Venezuela; siguiendo el curso del río Táchira hasta su unión con el Pamplonita; luego por las aguas de estos dos ríos reunidos, hasta la quebrada Don Pedro, de donde tomaba la línea al norte por las cumbres, hasta llegar a la quebrada La China, cuyo curso seguía hasta su desembocadura en el río Guarumito, que, aguas abajo, continuaba la demarcación llegando al río de La Grita, y por el curso de éste al Zulia. Luego tomaba dirección noroeste en línea recta hasta llegar a la confluencia de los ríos Tarra y Sardinata, y luego a la del Catatumbo con el río del Oro. En la confluencia del Tarra y el Sardinata, concluían los límites que separaban la Provincia de Santander de la República de Venezuela. 
Luego el límite remontaba el curso del Sardinata hasta encontrar la boca del Riesito, originado en el Alto de las Cruces; luego seguían por las cumbres divisorias de las aguas del Sardinata y el Riesito hasta llegar al cerro del Espartillo; de allí se seguía por la quebrada Retén o la Cueva, terminando en la laguna Romeral, en el páramo de Guerrero.

### Aspecto físico

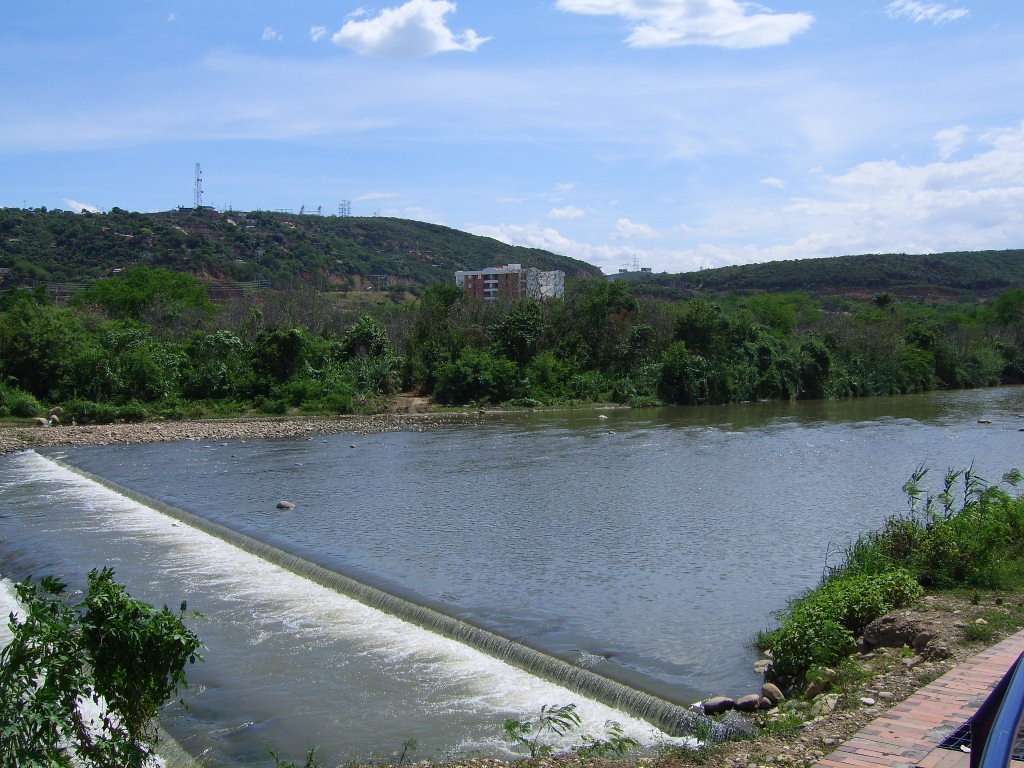
Río Pamplonita.

La provincia de Santander se hallaba en medio de la cordillera Oriental, por lo que presetaba un aspecto quebradizo en su geografía. Mucha de su orografía consistía especialmente en altos desfiladeros que impedían las comunicaciones con las regiones ubicadas al sur y occidente de la provincia. Sin embargo, hacia el norte y el oriente el terreno se volvía más plano y las vertientes de la cordillera eran más bajas, dando lugar a un pequeño valle alrededor del río Zulia. Las selvas cubrían buena parte de la región.
Dentro de los ríos, el Zulia era el más importante de la provincia. El Táchira, que recorría en su límite occidental y servía de límite con Venezuela, y el Sardinata eran también fundamentales para la comunicación y el comercio con otras provincias, especialmente la Provincia de Maracaibo en la república hermana.

### División territorial
La provincia estaba dividida en tres cantones: San José, Rosario y Salazar. Todos ellos estaban divididos en distritos parroquiales y aldeas, de la siguiente manera:
- Cantón de San José: San José de Cúcuta, Limoncito y San Faustino.
- Cantón de Rosario: Villa del Rosario.
- Cantón de Salazar: Salazar, San Cayetano y Santiago.

## Demografía
Según el censo de 1851, la provincia contaba con 21.282 habitantes, de los cuales 9.974 eran hombres y 11.308 eran mujeres.

## Economía
La provincia contenía minerales en abundancia pero poco explotados, en especial carbón, hierro, cobre y magnesio. La explotación de recursos naturales se basaba ante todo en la madera, plantas medicinales, árboles frutales y animales de caza tales como venados, osos, tigres y dantas.
La agricultura era importante en la provincia. Se sembraban variados frutos tales como trigo, papas, yuca, maíz, frijoles, garbanzos, arroz, arvejas, ahuyamas, arracachas, plátanos, cebollas, ajos, anís, algodón, tabaco, azúcar, panela, miel, aguardiente, café y cacao. Estos productos se comercializaban con las provincias aledañas y con las cercanas de Venezuela. La ganadería tomaba especial importancia en las regiones sureñas, donde las cabezas de ganado eran intercambiadas por otros bienes en los llanos orientales. En cuanto a la manufactura, se producían ante todo tejidos de algodón y lana que eran muy apreciados.